# Villenave-près-Béarn

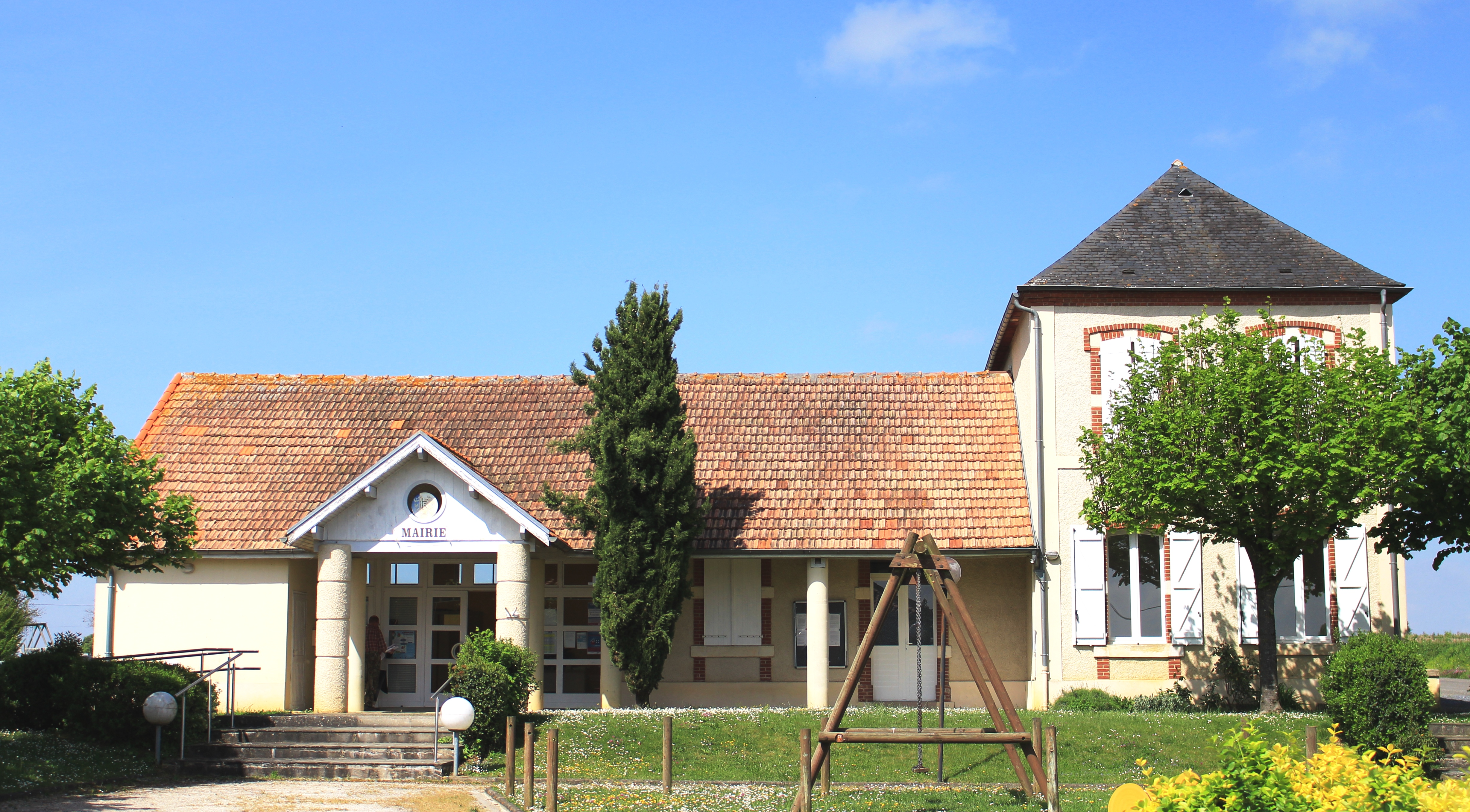
Villenave-près-Béarn – Rathaus (mairie)

Villenave-près-Béarn (okzitanisch Vièlanava) ist eine südfranzösische Gemeinde im Pyrenäenvorland mit 69 Einwohnern (Stand 1. Januar 2022) in der Region Okzitanien. Die Gemeinde gehörte zur historischen Grafschaft Bigorre, war aber schon seit altersher eine Exklave  auf dem Gebiet der westlich anschließenden Vizegrafschaft Béarn.

## Lage und Klima
Die Gemeinde Villenave-près-Béarn liegt im Pyrenäenvorland in einer Höhe von ungefähr 350 m. Die nächstgelegene Stadt Tarbes befindet sich ca. 30 km südöstlich. Das Klima ist gemäßigt bis warm; Regen (ca. 885 mm/Jahr) fällt hauptsächlich im Winterhalbjahr.

## Bevölkerungsentwicklung
| Jahr                     | 1800 | 1851 | 1901 | 1954 | 1999 | 2016 |
| ------------------------ | ---- | ---- | ---- | ---- | ---- | ---- |
| Einwohner                | 137  | 170  | 129  | 94   | 52   | 54   |
| Quelle:Cassini und INSEE |      |      |      |      |      |      |

Wegen der durch die Reblauskrise im Weinbau ausgelösten Landflucht zu Beginn des 20. Jahrhunderts und der zunehmenden Mechanisierung der Landwirtschaft ging die Einwohnerzahl der Gemeinde seit den 1920er Jahren deutlich zurück.

## Wirtschaft
Die Gemeinde ist nahezu flach und ausschließlich landwirtschaftlich orientiert.

## Geschichte
Villenave gehört wahrscheinlich schon seit dem 9. oder 10. Jahrhundert zur ehemaligen Grafschaft Bigorre. Die geografische Sonderstellung als Exklave blieb eigenartigerweise auch während der territorialen Neuordnung des französischen Staatsgebiets während der Französischen Revolution bestehen. Der alte Ortsname Viellenabe ist im Jahr 1670 erstmals urkundlich belegt.

## Sehenswürdigkeiten
Die aus dem 16./17. Jahrhundert stammende Kirche ist vom örtlichen Friedhof umgeben und hat einen kleinen Glockengiebel (clocher mur) auf einem vorgesetzten Strebepfeiler, der gleichzeitig das Mauerwerk der Fassade stabilisiert.